# لي إيفانز (سياسي)
لي إيفانز هو سياسي أسترالي، ولد في 1962. نشط حزبياً في New South Wales Liberal Party ‏. في 2011 New South Wales state election ‏، انتخب عضو الجمعية التشريعية لنيو ساوث ويلز ‏ عن دائرة Electoral district of Heathcote ‏ (26 مارس 2011 – ).